# Kalasha (Chitral)

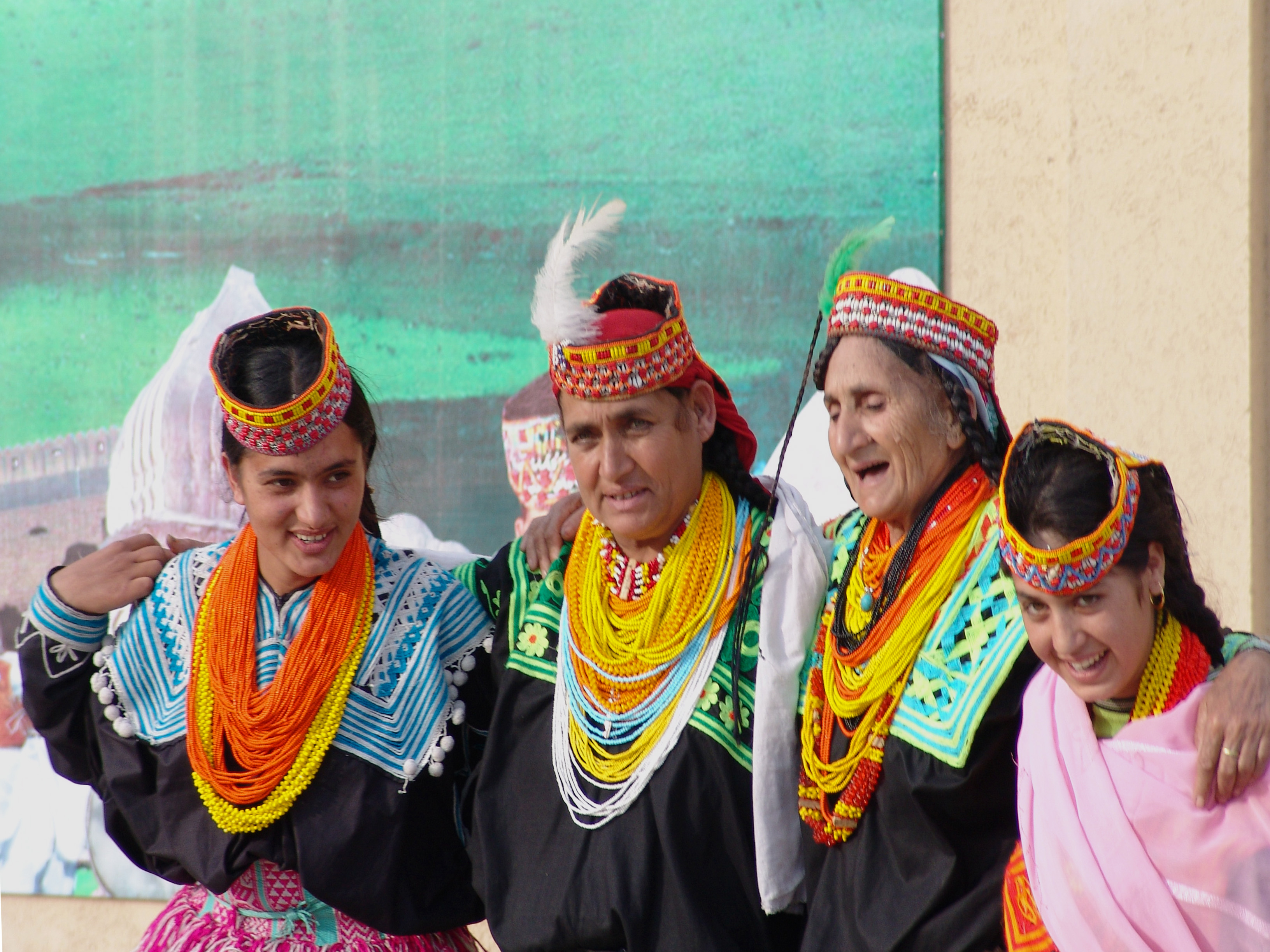
Kalasha

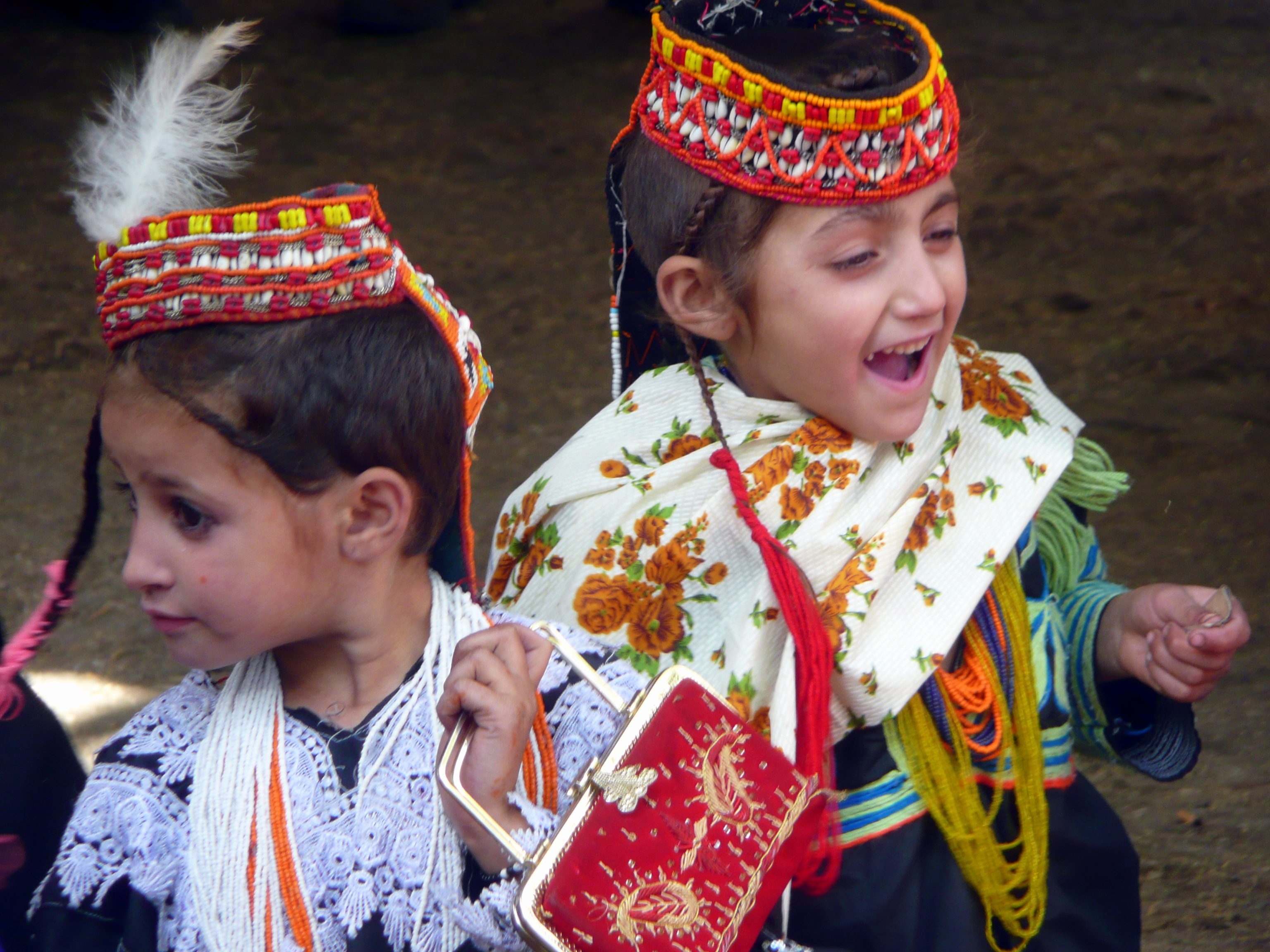
Kleine Kalasha-Mädchen

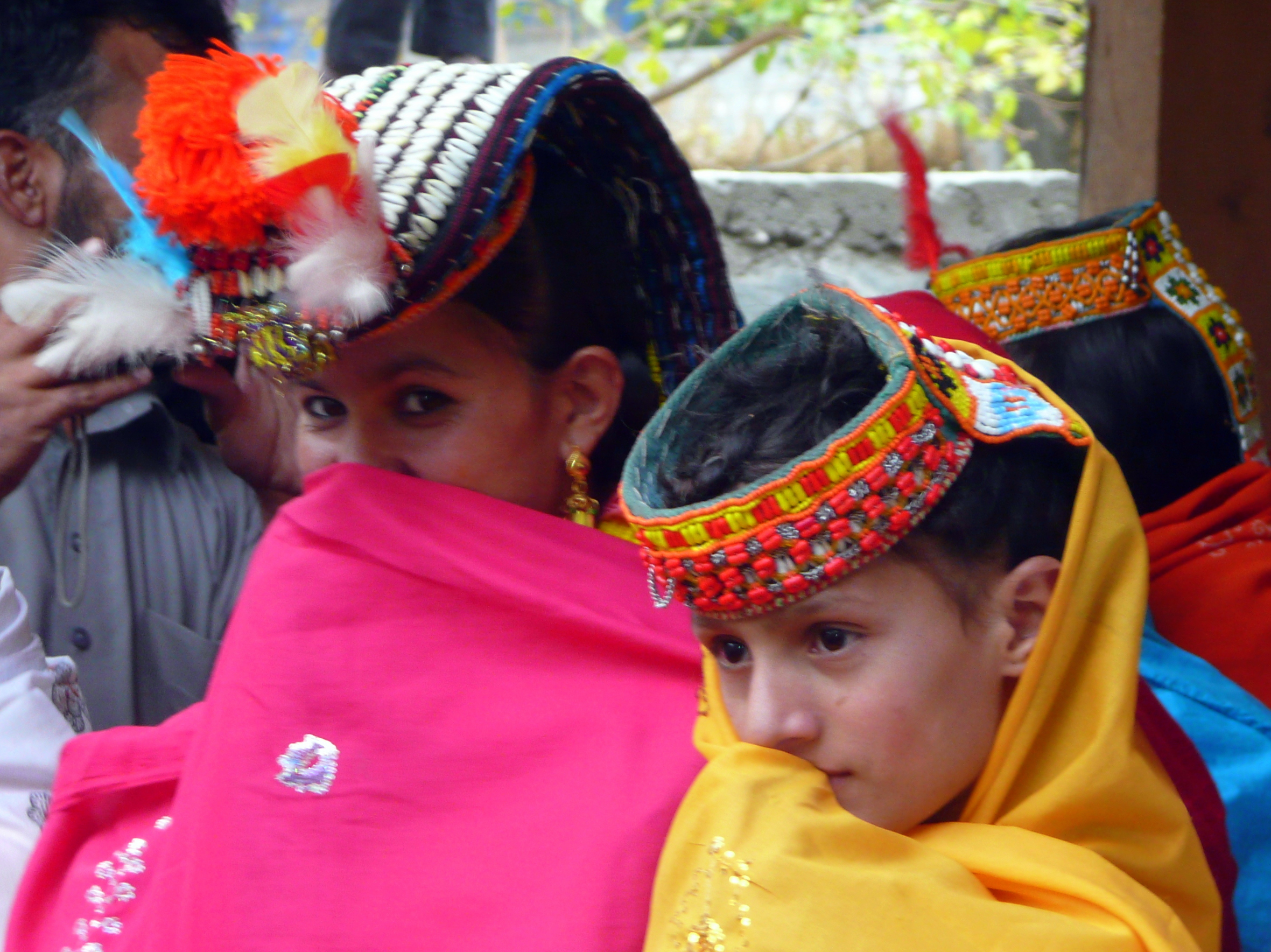
Kalasha-Mädchen

Die Kalasha von Chitral, oder einfach Kalasha, sind eine in der Hindukuschregion im Norden Pakistans, in den Tälern Rumbur, Bamburate/Bumburet und Birir lebende Ethnie. Von ihren Nachbarvölkern, den Nuristani, werden sie auch Kasivo genannt. Die Chitral-Kalasha sind ein dardisches Volk, die Eigenbezeichnung ihrer Sprache ist Kalasha-mun. Als einzigartig, vor allem für die Region in Zentralasien, gilt ihr Aussehen. So besitzen auffallend viele Chitral-Kalasha helle Haut, helles Haar und eine helle Augenfarbe.
Das Aussehen und die polytheistische Religion der Kalasha führten zu zahlreichen Hypothesen einer Abstammung aus Südosteuropa, die jedoch nie belegt werden konnten.
Es besteht keine unmittelbare Verbindung zu den Kalasha von Nuristan (früher Kafiristan-Kalasha). Beide Ethnien stammen von unterschiedlichen Zweigen der Indoiraner ab, eine Aufteilung, die vermutlich vor mehreren tausend Jahren vollzogen wurde. Nach Ansicht des Linguisten Richard Strand übernahmen die Chitral-Kalasha ihren Namen von den Kafiristan-Kalasha, die ihren Einfluss zu einem nicht genau bekannten Zeitpunkt bis nach Chitral ausweiteten. Ein Beleg für diese Annahme könnten die heute noch verwendeten Kalasha-Bezeichnungen kâsv'o und kâsi'o sein, die von den Nuristani-Völkern Kata und Kom gebraucht werden. Aus diesen lässt sich der Name Kasivo (anstelle von Kalasha) ableiten.
In Pakistan herrscht Uneinigkeit darüber, wie die Kalasha als Ethnie zu definieren seien. Beim Zensus von 2018 wurden 3800 Kalasha gezählt. Um 1950 zählte dieses Volk noch etwa 30.000 Angehörige.

## Kultur

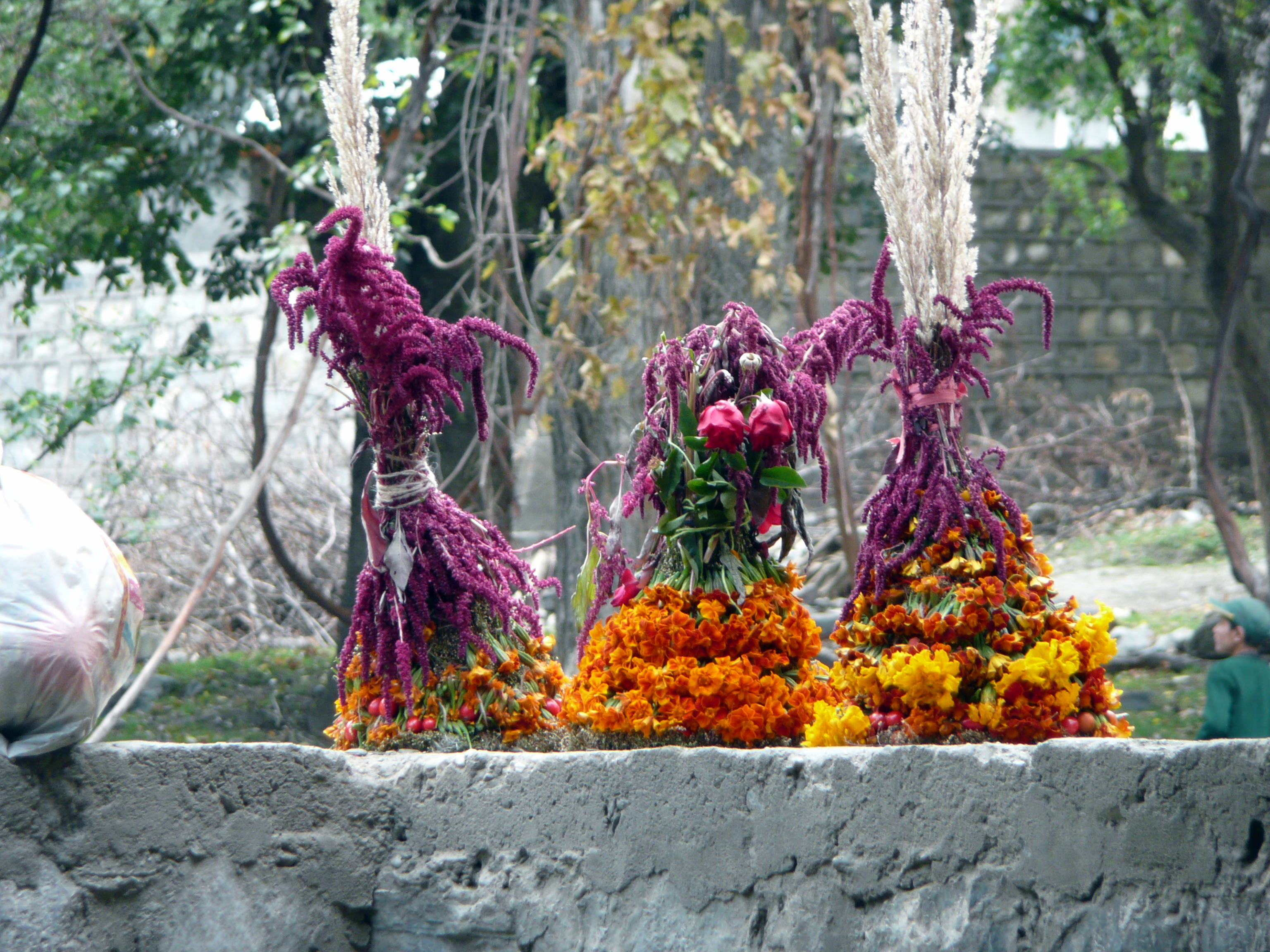
Kopfschmuck zum Erntedankfest

Die exakte Beziehung zu den ehemaligen Kafiristan-Kafiri (die heutigen Nuristani) ist aufgrund fehlender Referenzen und Quellen immer noch ungeklärt. Grundsätzlich wird aber ein im Laufe der Geschichte unterschiedlich enge und intensive gegenseitige Beeinflussung vermutet.
Obwohl es in der Sprache und Religion bedeutende Kafiristan-Kafiri Einflüsse gibt, unterscheidet sich heutzutage die Kultur und Religion der Chitral-Kalasha drastisch von jeder anderen ihrer Nachbarvölker. Zu den wenigen Gemeinsamkeiten konnte früher die Religion gezählt werden, welche sich aus jener der Kafiristan-Kafiri entwickelte. Mit der Islamisierung der Kafiristan-Kafiri im Jahre 1895 endete aber auch diese Gemeinsamkeit.
Um die Kultur der Kalasha zu dokumentieren und zu bewahren, wurde in neuerer Zeit eine Schriftsprache, die auf dem lateinischen Alphabet basiert, entwickelt.
Chitral-Kalasha-Frauen tragen normalerweise lange schwarze Roben, häufig bestickt mit Porzellanschnecken. Aus diesem Grund werden die Kalasha von ihren Nachbarvölkern in Chitral auch als „die schwarzen Kafiri“ bezeichnet. Die Männer haben das traditionell pakistanische Bekleidungsstück Salwar Kamiz übernommen, Kinder tragen meistens kleine Versionen dieser Kleidungen ab dem Alter von 4 Jahren.
Gegenwärtig befindet sich ihre Gesellschaft in einem Umbruch. Während früher die Fülle bzw. das Vermögen in Vieh und Getreide gemessen wurde, wechseln immer mehr unabhängige Landwirte hin zu einer bargeldgestützten Wirtschaftsweise.

## Religion

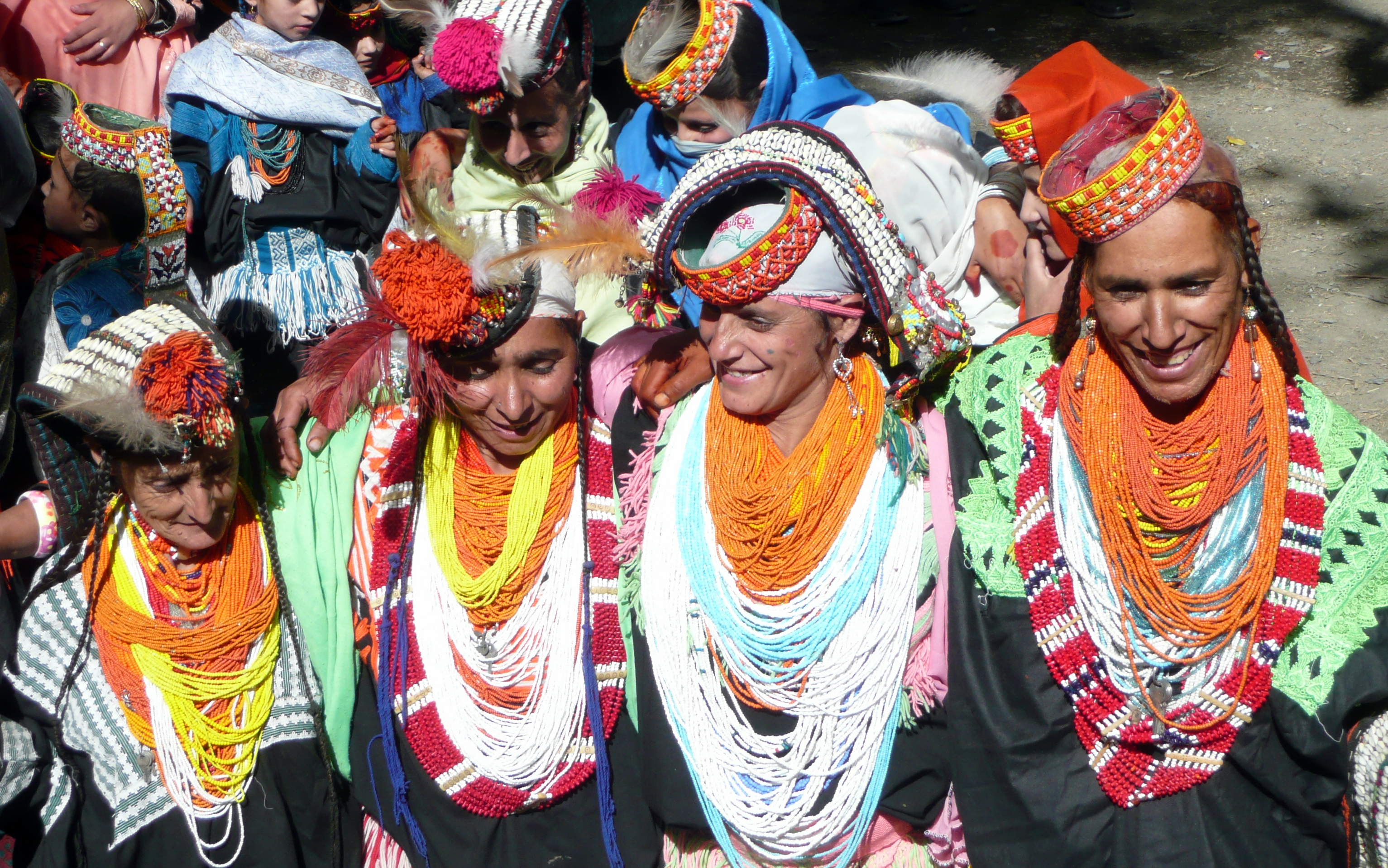
Kalasha-Tänzerinnen beim Erntedankfest

Die Chitral-Kalasha glauben an mehrere Gottheiten, in Kalasha-mun Mahadeo genannt. Daneben wird auch Khodai – in Khowar das Wort für Gott – verwendet. Dieser Begriff hat seit langem monotheistische Züge angenommen. Des Weiteren ist den verschiedenen Aspekten des Lebens eine entsprechende Gottheit zugewiesen. So steht Jeshtak beispielsweise für die Familie, schwangere Mütter und die Heirat.
Der Anthropologe Alberto Cacopardo, der die Kalasha über mehrere Jahrzehnte erforscht hat, vermutet die Wurzeln ihres Glaubens in einer weit zurückreichenden indoeuropäischen Urreligion.
Als Teil ihrer religiösen Tradition kennen die Kalasha Tier- (vor allem Ziegen-), Milch- und Weinopfergaben; in aufwändigen Feierlichkeiten wird der natürlichen Ressourcen ihrer drei Täler gedacht. Reinheit und Unreinheit ist ein hochkomplexer, von zahlreichen Tabus und Zeremonien begleiteter Bestandteil der Kalashreligion. Das gilt für das Reinigungsfest Chaumos, das zur Wintersonnenwende mit einem Feuerritual gefeiert wird, sowie für Initiationsfeiern. Auffallend sind die riesigen Ahnenfiguren: Die Ahnenverehrung ist ausgeprägt, und man glaubt, die Ahnen wohnen in den Figuren, solange ihre Nachkommen an sie denken. Sie nehmen unsichtbar an den Festen teil.
Neben dem Schöpfergott Imra und Indr oder Varendr, von dem gewisse Eigenschaften mit denen des vedischen Indra verglichen wurden, sowie Naturgöttern kennen die Kalasha Fruchtbarkeits- und Hirtengötter, Halbgötter, Geister und Dämonen, die in Felsen und Bäumen wohnen. Personell steht im religiösen Zentrum der Dehar, der an die Schamanen Sibiriens erinnert. Kalasha, Nuristani und andere dardische Völker haben gewisse altüberlieferte ethnokulturelle Merkmale gemeinsam, die mit dem Begriff „Himalaya-Pamir-Hindukusch“ klassifiziert und von einer „vedischen“ Schicht unterschieden werden.
Jedes Jahr gegen Ende Mai findet das Joshi(Frühlings)-Fest, eine der bedeutendsten Feierlichkeiten, statt. Da den Kalasha keine Art von Kalender bekannt ist, wird der Beginn dieses Festes mit Hilfe der Stellung der Sonne bestimmt. Der erste Tag dieses Volksfestes wird „Milch-Tag“ genannt. An diesem werden Milchtrankopfer ausgeschenkt, welche bereits bis zu 10 Tage vor Festbeginn gesammelt wurden. Andere wichtige religiöse Feste heißen: Ratnat, Po’n’ (Phool), Chawmos und Madaik und Uchaw. Das Fest Suri Jagek wurde 2017 in die Liste des dringend erhaltungsbedürftigen immateriellen Kulturerbes der UNESCO aufgenommen.
Die Chitral-Kalasha kennen im Unterschied zu der sie umgebenden stark islamisch geprägten Kultur keine generelle Separation von Männern und Frauen. Nur während des Zyklus verlässt eine Frau ihr Zuhause und lebt bis zum Aussetzen der Periode und dem Wiedererlangen ihrer „Reinheit“ im Frauenhaus des Dorfes. In diesem als Bashali bezeichneten Gebäude werden auch die Kinder zur Welt gebracht. Nach einer Geburt wird erneut zur Wiederherstellung der „Reinheit“ ein spezieller Ritus vollzogen, in welchem der Ehemann eine bedeutende Rolle spielt. Kalasha-Frauen stillen ihre Kinder in der Öffentlichkeit. Obwohl auch bei den Kalasha Ehen von den Familien arrangiert werden, können mündige Frauen und Männer selber Entscheidungen hierüber treffen. Dies und die Tatsache, dass Kalasha-Frauen völlig frei in der Öffentlichkeit mit Männern umgehen, führt in streng muslimischen Kreisen immer wieder zu heftigen Protesten.
Der Übertritt zum Islam bot einen Ausweg, um die rigiden Einschränkungen der Partnerwahl durch das Verbot von Ehen, die über sieben (heute drei) Generationen einen gleichen männlichen Vorfahren haben, zu vermeiden.

## Geschichte
Anfang des 18. Jahrhunderts wurden die Chitral-Kalasha durch den Mehtar von Chitral besiegt. Daraus resultierte aber nicht, wie sonst üblich, verstärkte Assimilation bzw. Zwangsislamisierung. Im Gegenteil, den Chitral-Kalasha gelang es, insbesondere zur größten ethnischen Gruppe in Chitral, den Kho (Khowar) gute und freundschaftliche Beziehungen zu knüpfen.
Der multiethnische Staat von Chitral konnte in neuerer Zeit sicherstellen, dass die Kalasha in der Lage waren, weitgehend eigenständig zu leben, und ihre Religion größtenteils frei zu praktizieren. Dass dies keineswegs der Normalfall ist, zeigt das Schicksal der Nuristani Afghanistans, einem in historischer Hinsicht verbundenes Nachbarvolk der Chitral-Kalasha. Diese wurden gegen Ende des 19. Jahrhunderts von Abdur Rahman Khan besiegt und in ihrer Kultur vollständig und absolut zwangsislamisiert.
Vor dieser Annexion gehörte Kafiristan (das heutige Nuristan) weitgehend zum Einflussgebiet des Mehtar von Chitral, die Kafiris waren diesem tributpflichtig und akzeptierten seine Oberhoheit. Der Durand-Vertrag festigte jedoch diese Abspaltung, Kafiristan wurde nun endgültig Teil Afghanistans.
Der Druck von Anhängern des radikalen politischen Islams nimmt immer mehr zu. Als Beispiel sei hier die den Taliban nahestehende islamistische Tablighi Jamaat-Bewegung genannt, die für zahlreiche Übergriffe auf die Kalasha verantwortlich ist. Nach Angaben Ortsansässiger sind erzwungene Konversionen aber die absolute Ausnahme.
Seit 2018 sind die Kalasha mit einem Abgeordneten erstmals im Parlament der Provinz Khyber Pakhtunkhwa vertreten.

## Landwirtschaft und Klima

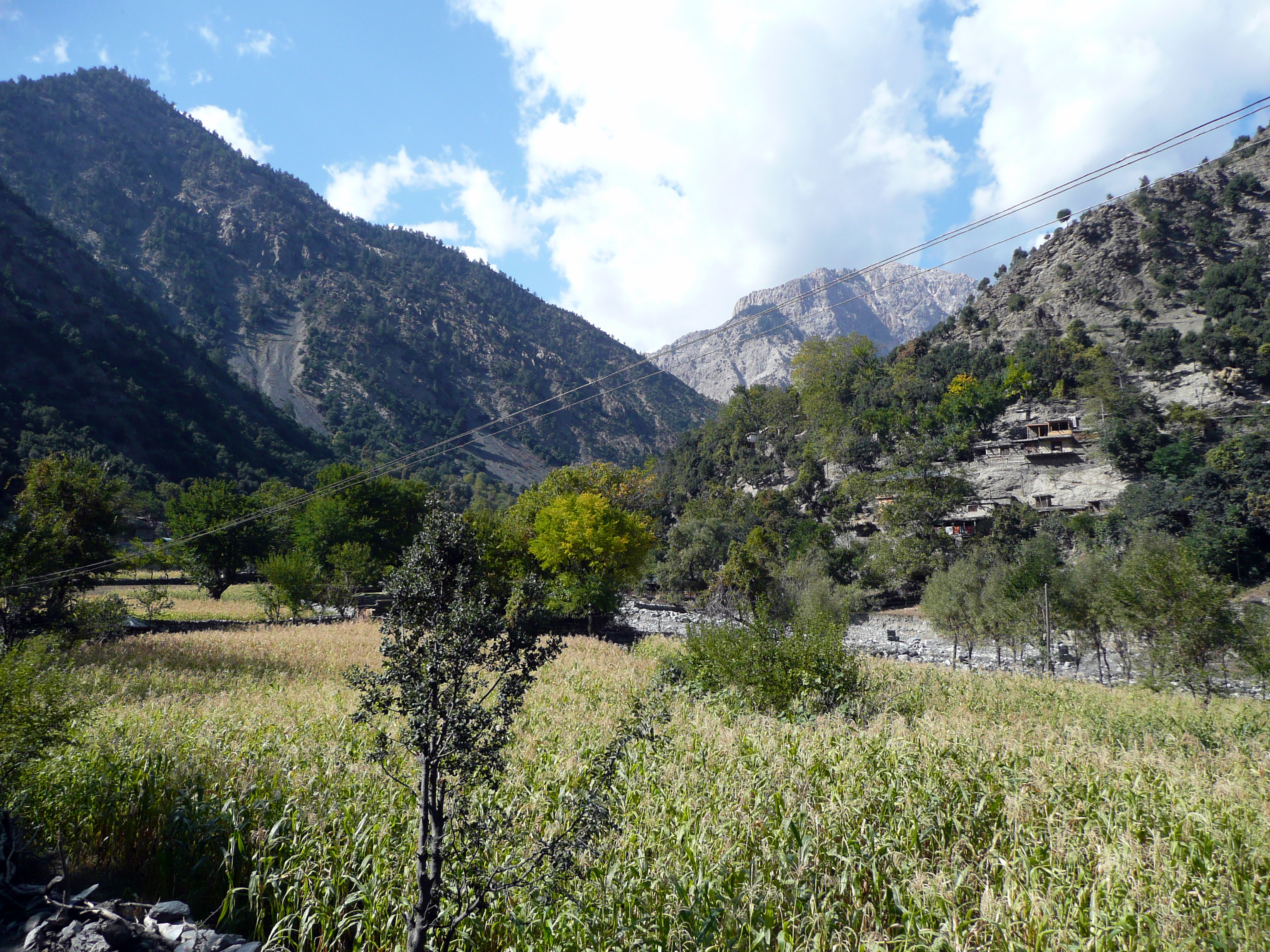
Tal Biriu (Birir)

Die Heimatregion der Kalasha liegt in der Provinz Khyber Pakhtunkhwa in den drei Tälern Rumbur, Bumburet und Birir. Diese Region gilt als extrem fruchtbar, die Berghänge werden von mächtigen Eichenwäldern dominiert. Obwohl die meisten Arbeiten nicht mit Maschinen, sondern durch konventionelle Handarbeit erledigt werden, betreiben die Kalasha eine intensive Landwirtschaft. Die wilden und gefährlichen Flüsse, welche durch die Kalasha-Täler fließen, treiben Mühlen an, und werden mittels ausgeklügelten Kanalsystemen auch zur Bewässerung in der Landwirtschaft genutzt. Neben Weizen, Mais, und (zur Weinerzeugung) Trauben zählen auch Äpfel und Walnüsse zu den Nahrungsmitteln, welche in der Region wachsen. Überschüssige bzw. restliche Nahrungsmittel werden zur Fütterung des Viehs verwendet.
Die Kalasha führen um Teile eines Gebiets einen Rechtsstreit mit der königlichen Familie von Chitral. Im Jahr 2018 entschied der Oberste Gerichtshof Pakistans, dass zwei Drittel des Landes von fünf Dörfern der Familie des ehemaligen Mehtars, ein Drittel hingegen den Bewohnern gehören. Die Familie des Mehtars weigert sich aber, das Urteil umzusetzen und das Land freizugeben. Um bessere Chancen vor Gericht zu bekommen, traten von den etwa 100 betroffenen Familien 40 zum Islam über. Bei dem Rechtsstreit geht es auch um die Bewirtschaftung von Wäldern.
Das Klima entspricht jenem einer typischen Hochgebirgsregion, ohne große Mengen von Wasser, welche die Temperatur beeinflussen könnten. Die Sommer sind mild, und mit durchschnittlichen maximalen Temperaturen zwischen 23 und 27 °C durchaus angenehm. Winter können im Gegensatz hierzu jedoch durchaus auch kalt sein, mit durchschnittlichen minimalen Temperaturen von 2 bis 1 °C. Der mittlere jährliche Niederschlag liegt zwischen 700 und 800 mm.

## Genetische Disposition

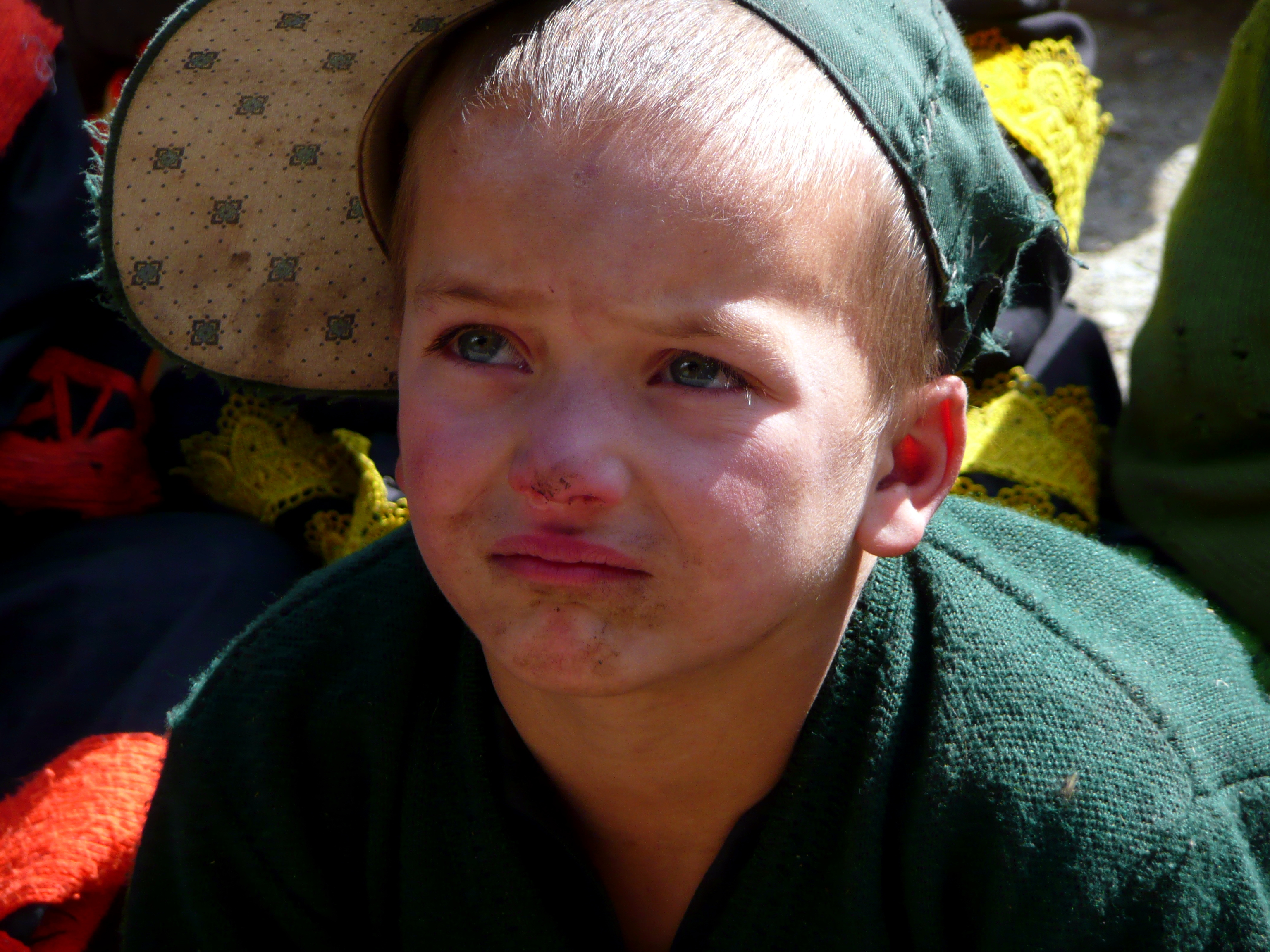
Blonder, blauäugiger Kalasha-Junge

Neuere genetische Untersuchungen haben ergeben, dass die Kalasha eine weitgehend isolierte Bevölkerungsgruppe sind, die sich zu einem sehr frühen Zeitpunkt von einem gemeinsamen eurasischen Ursprung entfernt hat. Die Kalasha teilen bestimmte Gendriften mit Populationen sibirischer Jäger und Sammler aus der Steinzeit. Für einen genetischen Einfluss aus Südosteuropa gibt es keine Anhaltspunkte. mtDNA-Untersuchungen haben ergeben, dass auch kein ostasiatischer genetischer Einfluss vorkommt. Hierdurch stehen die Kalasha in starkem Kontrast zu einigen ihrer nächsten indoeuropäischen Nachbarvölker.

## Tourismus

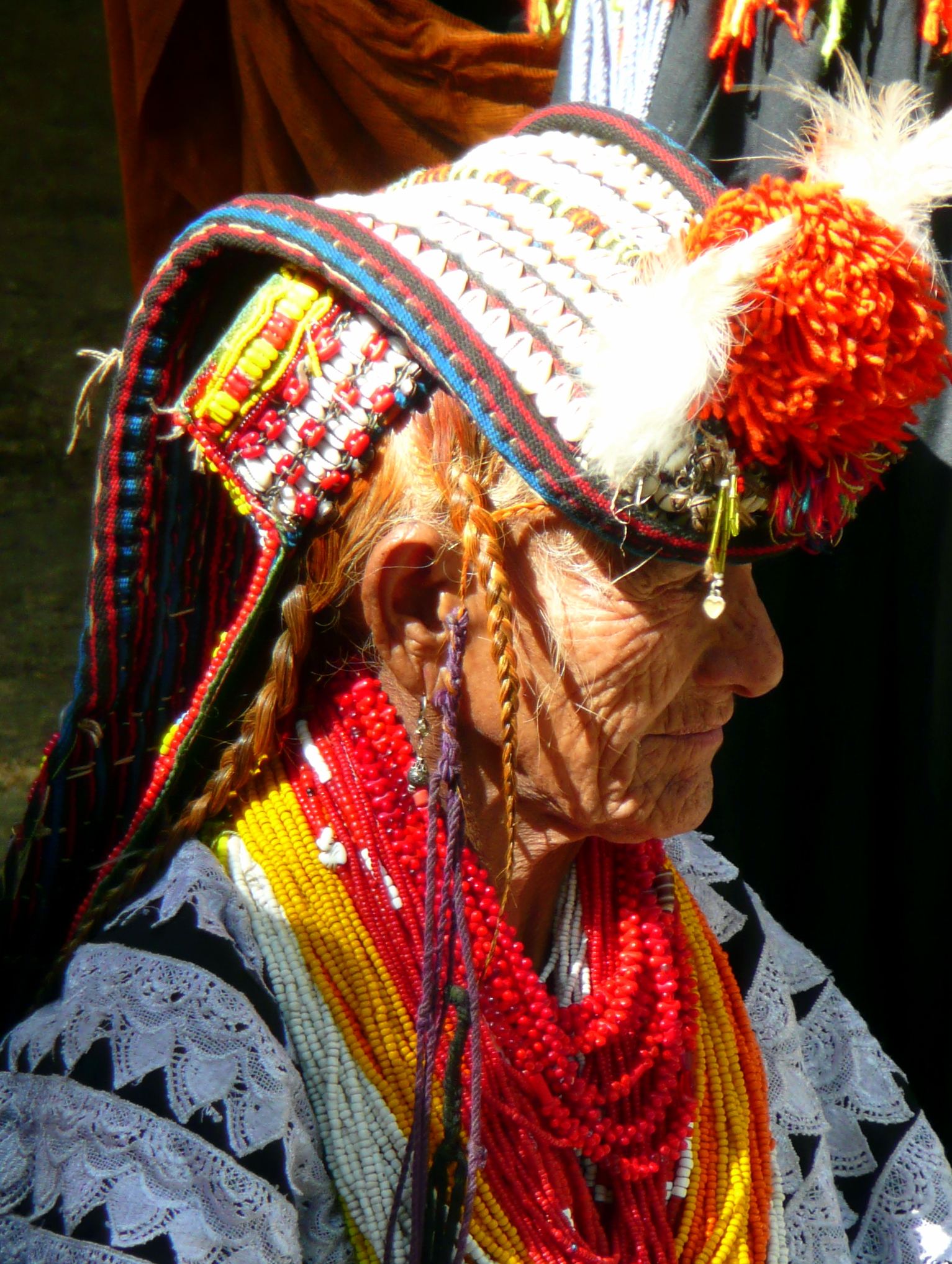
Kalasha-Frau beim Erntedankfest

Der Tourismus bildet bereits einen großen Teil des Wirtschaftslebens der Chitral-Kalasha, die unter dessen Rückgang seit 2001 ökonomisch zu leiden haben. Es existiert eine einfache Infrastruktur mit lokaler Personenbeförderung, Unterkünften und kleinen Geschäften.
Die für ausländische Touristen zu ihrem Schutz in der gesamten Provinz Chitral vorgeschriebene (kostenfreie) Eskorte in Form eines bewaffneten Polizisten ist seit Anfang 2019 nicht mehr erforderlich.
Religiöse Feierlichkeiten sind den Kalasha äußerst ernst, spontanes „Mitfesten“ oder dumpfes „Gaffen“ gilt als sehr unangemessen. Jede fremde Religion offen zu predigen oder zu praktizieren wird deshalb als Respektlosigkeit gegenüber den Kalasha ausgelegt. Vielen Touristen fehlt es an Sensibilität für die Kultur der Kalasha, die oft eher als museales „Schaustück“ zur Kenntnis genommen wird. Dies betrifft jedoch überwiegend nationale, pakistanische Touristen, die oftmals nur vom in Kalasha geduldeten Alkoholkonsum angezogen werden, da es im sonstigen muslimischen Pakistan ein striktes Alkoholverbot gibt. Internationale Touristen werden grundsätzlich herzlich willkommen geheißen, sofern sich trotz Eskorte eine Möglichkeit dazu ergibt.
Die Nationale Menschenrechtskommission Pakistans empfiehlt den staatlichen Institutionen, mehr Informationen über die Nuancen, Gebote und Verbote der Kalasha-Kultur zu verbreiten.

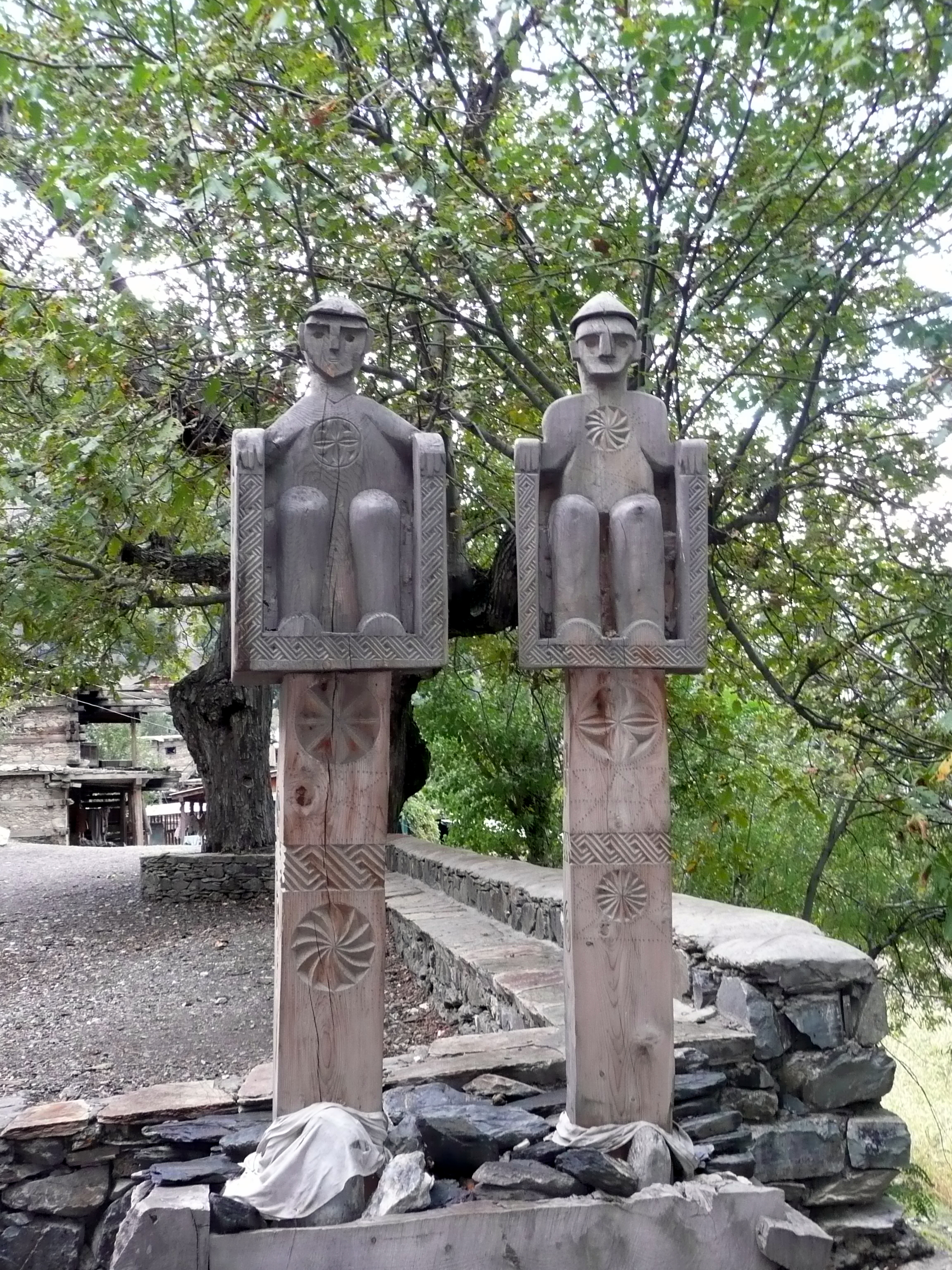
Dorfwächter im  Tal Mumuret (Bumburet)
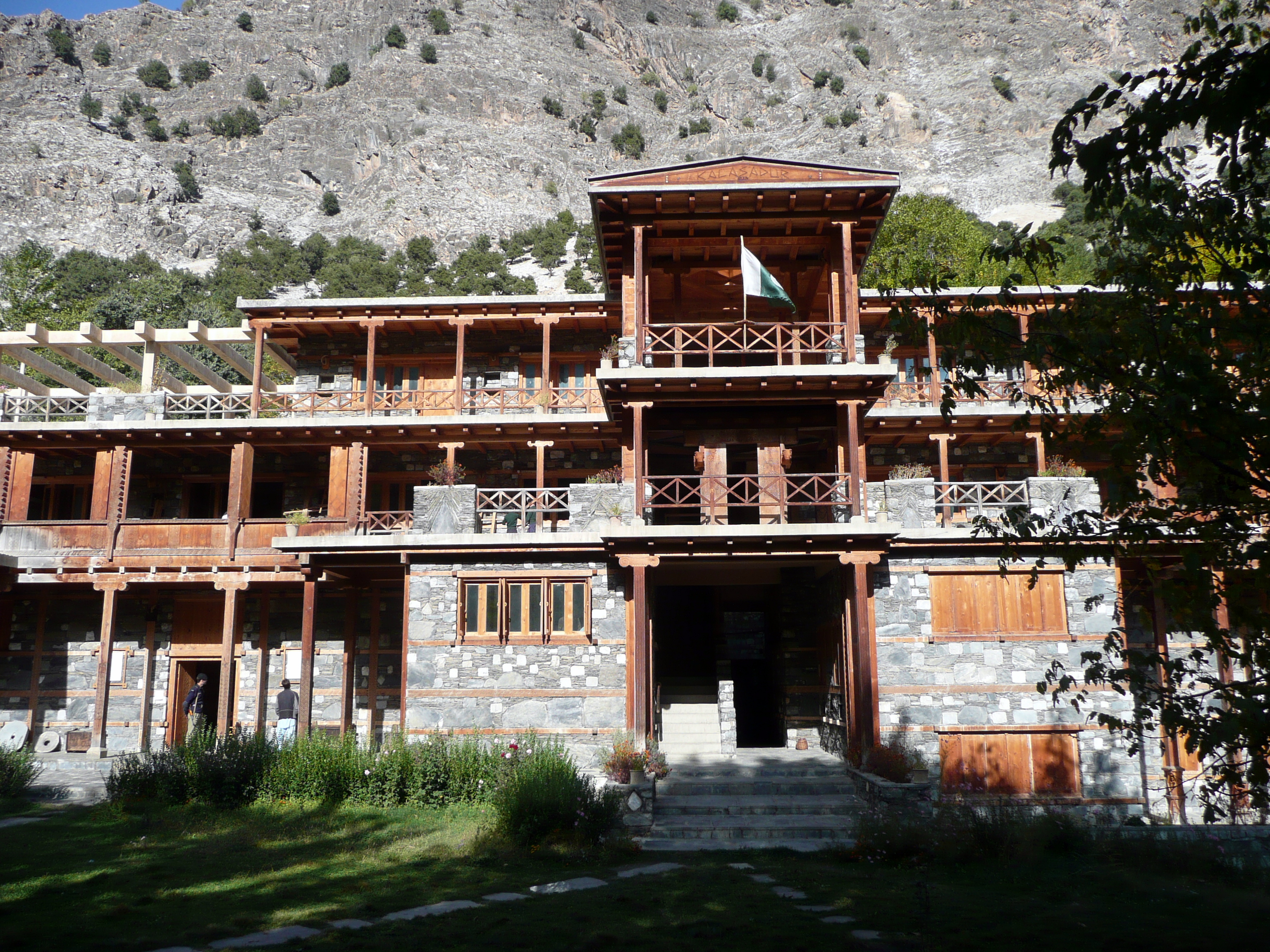
Kulturzentrum Kalasha Dur in Brun im  Tal Mumuret (Bumburet)
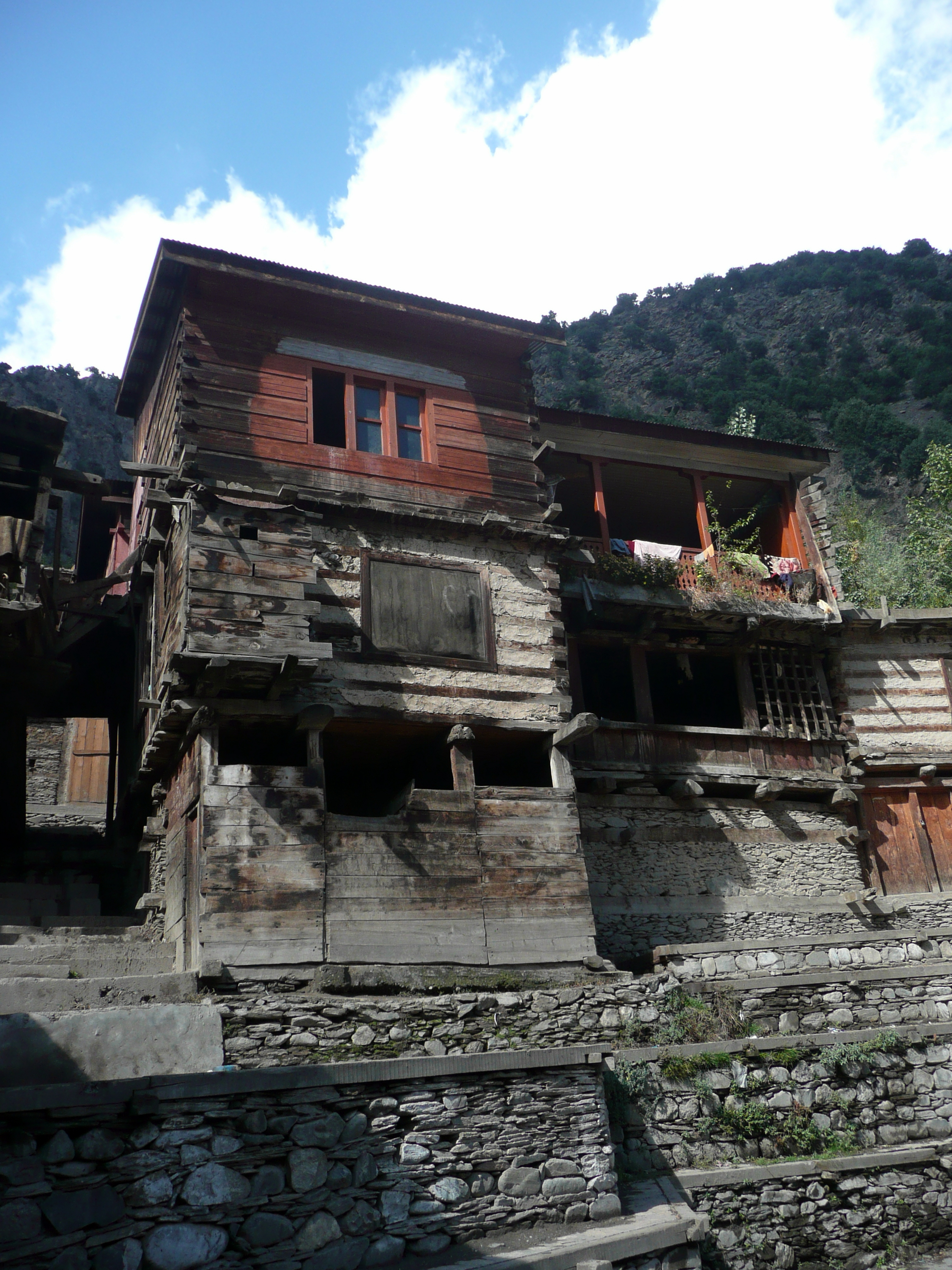
Traditionelles Haus
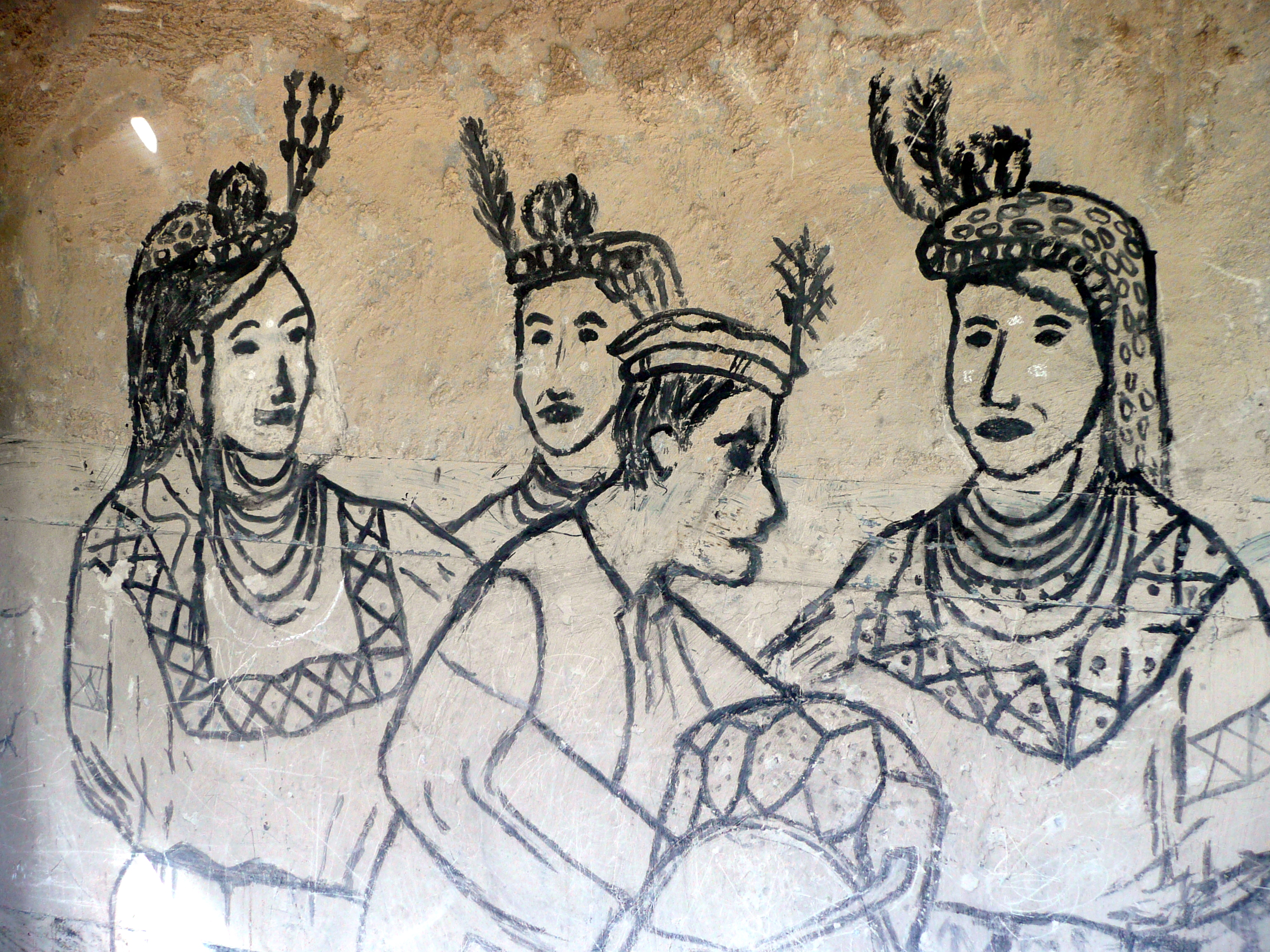
Bemalte Hauswand